# Trossingen
Trossingen is een gemeente in de Duitse deelstaat Baden-Württemberg, gelegen in de Landkreis Tuttlingen. De stad telt 17.023 inwoners. De muziekinstrumentenfabriek Hohner is hier gevestigd.
In Trossingen is het Deutsches Harmonikamuseum gevestigd met een collectie van 25.000 mondharmonica's en 500 accordeons.

## Geografie
Trossingen heeft een oppervlakte van 24,2 km² en ligt in het zuidwesten van Duitsland.

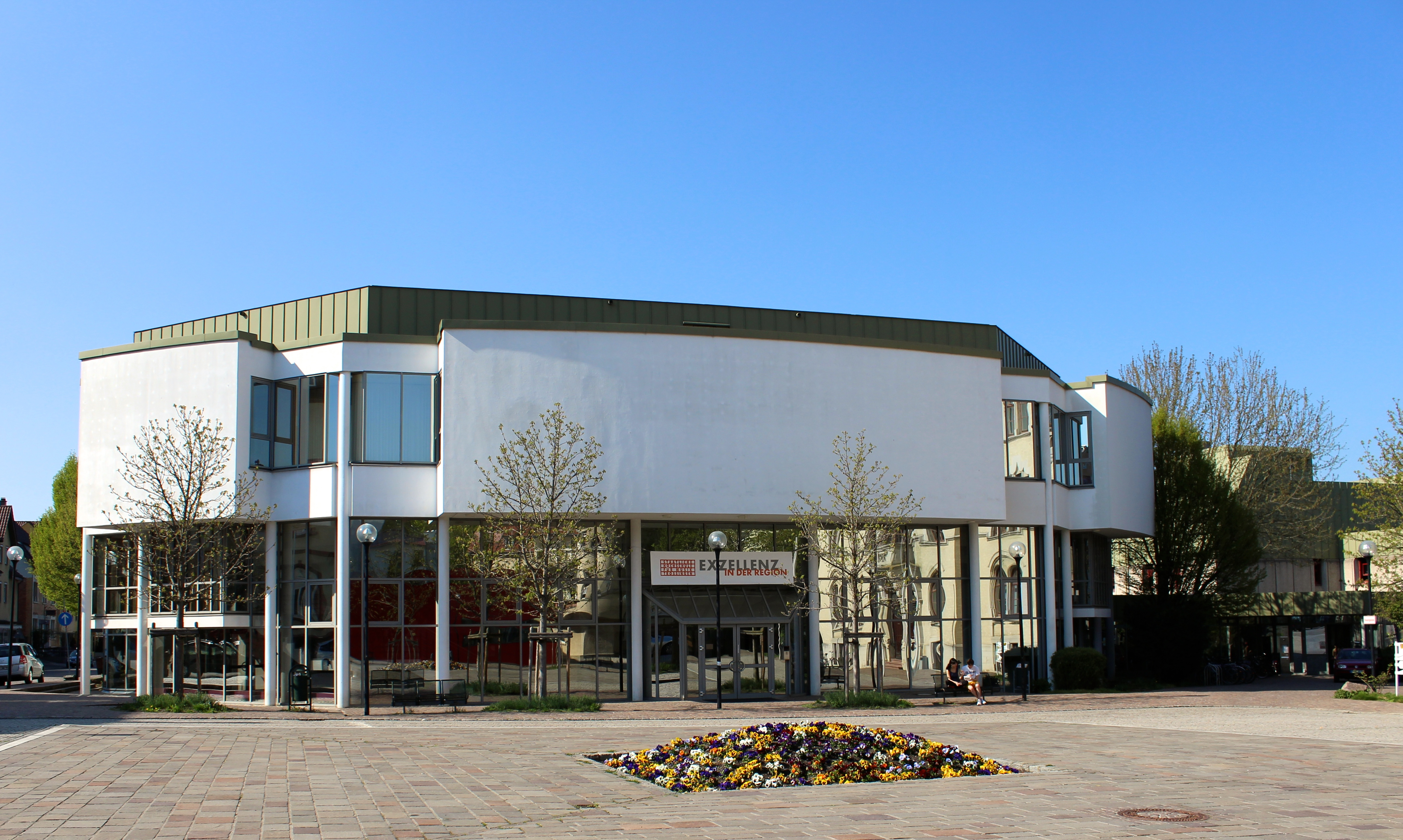
Musikhochschule Trossingen

Aldingen ·
Balgheim ·
Bärenthal ·
Böttingen ·
Bubsheim ·
Buchheim ·
Deilingen ·
Denkingen ·
Dürbheim ·
Durchhausen ·
Egesheim ·
Emmingen-Liptingen ·
Fridingen an der Donau ·
Frittlingen ·
Geisingen ·
Gosheim ·
Gunningen ·
Hausen ob Verena ·
Immendingen ·
Irndorf ·
Kolbingen ·
Königsheim ·
Mahlstetten ·
Mühlheim an der Donau ·
Neuhausen ob Eck ·
Reichenbach am Heuberg ·
Renquishausen ·
Rietheim-Weilheim ·
Seitingen-Oberflacht ·
Spaichingen ·
Talheim ·
Trossingen ·
Tuttlingen ·
Wehingen ·
Wurmlingen